# Elena Larrauri
Elena Larrauri (geboren 1959) ist eine spanische Rechtswissenschaftlerin und Kriminologin, die als Professorin an der Universität Pompeu Fabra in Barcelona lehrt und forscht. 2008/09 amtierte sie als Präsidentin der European Society of Criminology (ESC).
Larrauri war Fulbright-Stipendiatin an der University of California, Santa Barbara, Alexander von Humboldt-Stipendiatin an der Universität Frankfurt am Main und Visiting Fellow an der University of Oxford. Ihre Forschungsinteressen sind Gefängnissysteme, Strafregister, Gemeinschaftsstrafen und die Gender-Analyse des Strafrechtssystems. Sie ist Gründungsmitglied der Criminology and Criminal Justice System Research Group. 

## Schriften (Auswahl)
- Criminologi´a cri´tica y violencia de ge´nero. Editorial Trotta, Madrid 2007.
- Mit Winfried Hassemer: Justificacio´n material y justificacio´n procedimental en el derecho penal. Tecnos, Madrid 1997.
- La herencia de la criminologi´a cri´tica. Siglo Veintiuno de Espan~a Editores, Madrid 1991.
- Libertad y amenazas. P.P.U., Barcelona 1987.